# Gótikus út
A Gótikus út (szlovákul: Gotická cesta) egy tematikus kulturális–ismeretterjesztő útvonal Szlovákiában, a Szepesség és Gömör területén. A térség legjelentősebb szakrális műemlékeit összekötő, csaknem 650 km-es útvonal 33 településen (9 városon és 24 falun) halad keresztül.
A henckói székhelyű Gótikus Út Polgári Társulás működteti. Amellett, hogy élénkítse a turizmust a térségben, az egyesület célja a műemlékek érdekében tevékenykedni. Tagjai műemlékvédelemmel foglalkozó szakemberek, a műemlékeknek otthont adó települések önkormányzatai, az azokat tulajdonló egyházak, valamint újabban főként pozsonyi építész- és történészhallgatók.
Ennek érdekében 2018-ban szlovák, 2019-ben magyar nyelvű térképet adtak ki papíralapon, melyeket ingyenesen adnak át templomok, turisztikai információs irodák számára; 2020-tól pedig interaktív elektronikus térkép is elérhető. Az útvonalat kezelő polgári társulás vezetője szerint egyes időszakokban a templomokat látogató magyar turisták száma meghaladja a szlovákokét.

## Története

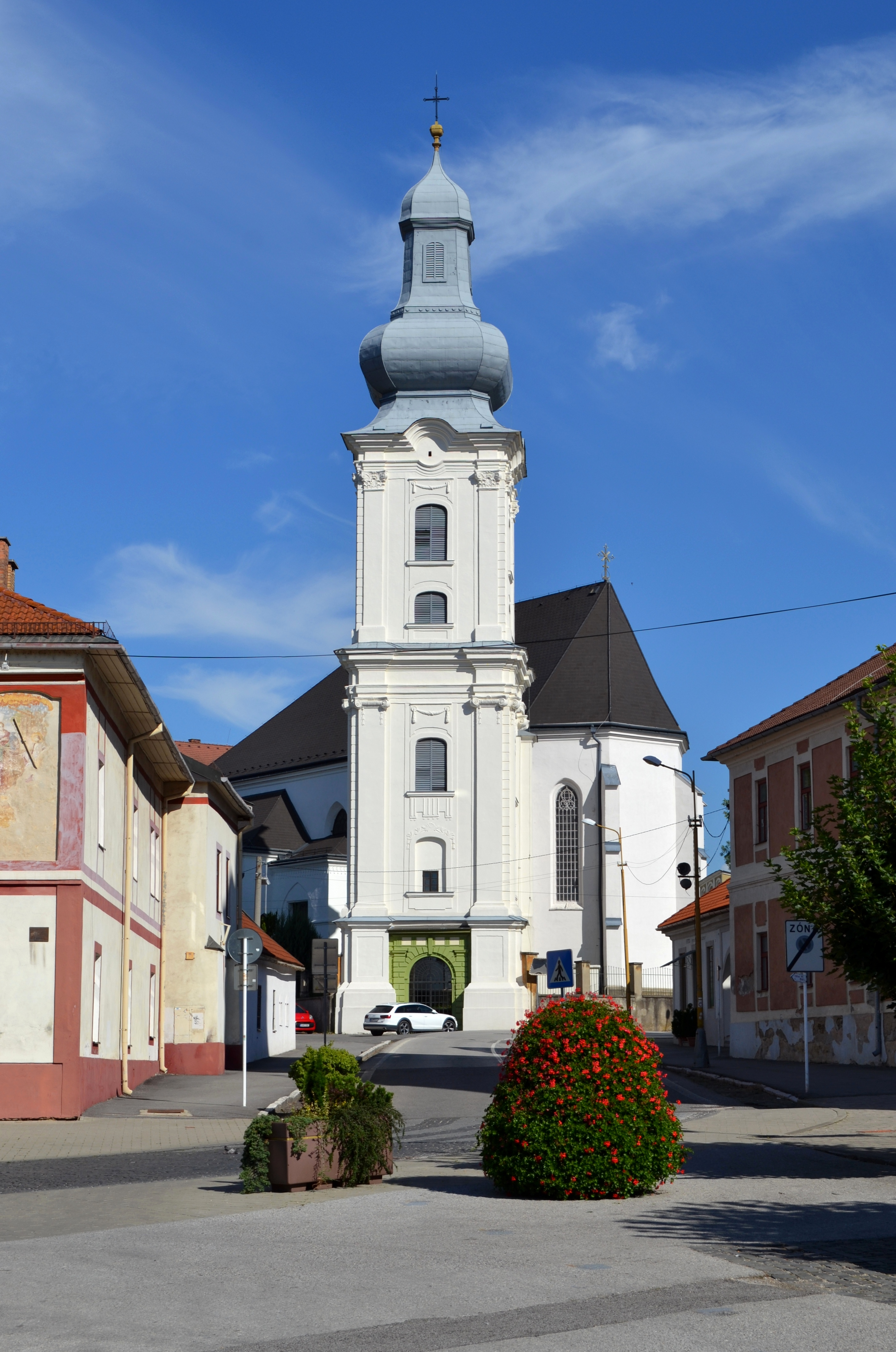
A rozsnyói Szűz Mária mennybevétele székesegyház

A Gótikus Út Polgári Társulás 2007. november 11-én jött létre, és 2008 januárjában vették nyilvántartásba. Ezt több éves együttműködés előzte meg a rozsnyói műemlékesek és a Regionális Fejlesztési Ügynökség között, így maga a Gótikus út már 1996-ban is létrejött. 2008–2010 között egy határon átnyúló projekt keretében Borsod-Abaúj-Zemplén megye és Igló önkormányzatai tematikus útvonalak (köztük a Gótikus út) és programcsomagok fejlesztésére nyertek támogatást.
2017-ben megrendezdék a „hét őr” projektet a henckói templomban. 2018-ban a projekt megismétlése mellett konferenciát is szerveztek „Legújabb felfedezések a Gótikus út műemlékeiről” címmel, valamint létrehozták a „Nyitva a Gótikus út” című rendezvényt. 2019-ben Berdárka és Restér adott otthont „a Gótikus út őrei” projektnek, emellett magyar nyelven is kiadták az útvonal térképét, szórólapokat jelentettek meg további kiválasztott templomokról, a Nyitva a Gótikus út pedig ezúttal elsősorban a Bebek család birtokain épült református templomokra összpontosított. 2020-ban negyedik alkalommal rendezték meg a konferenciát, a Nyitva a Gótikus út rendezvényen pedig tizenhárom templom volt látogatható.

## Helyszínei

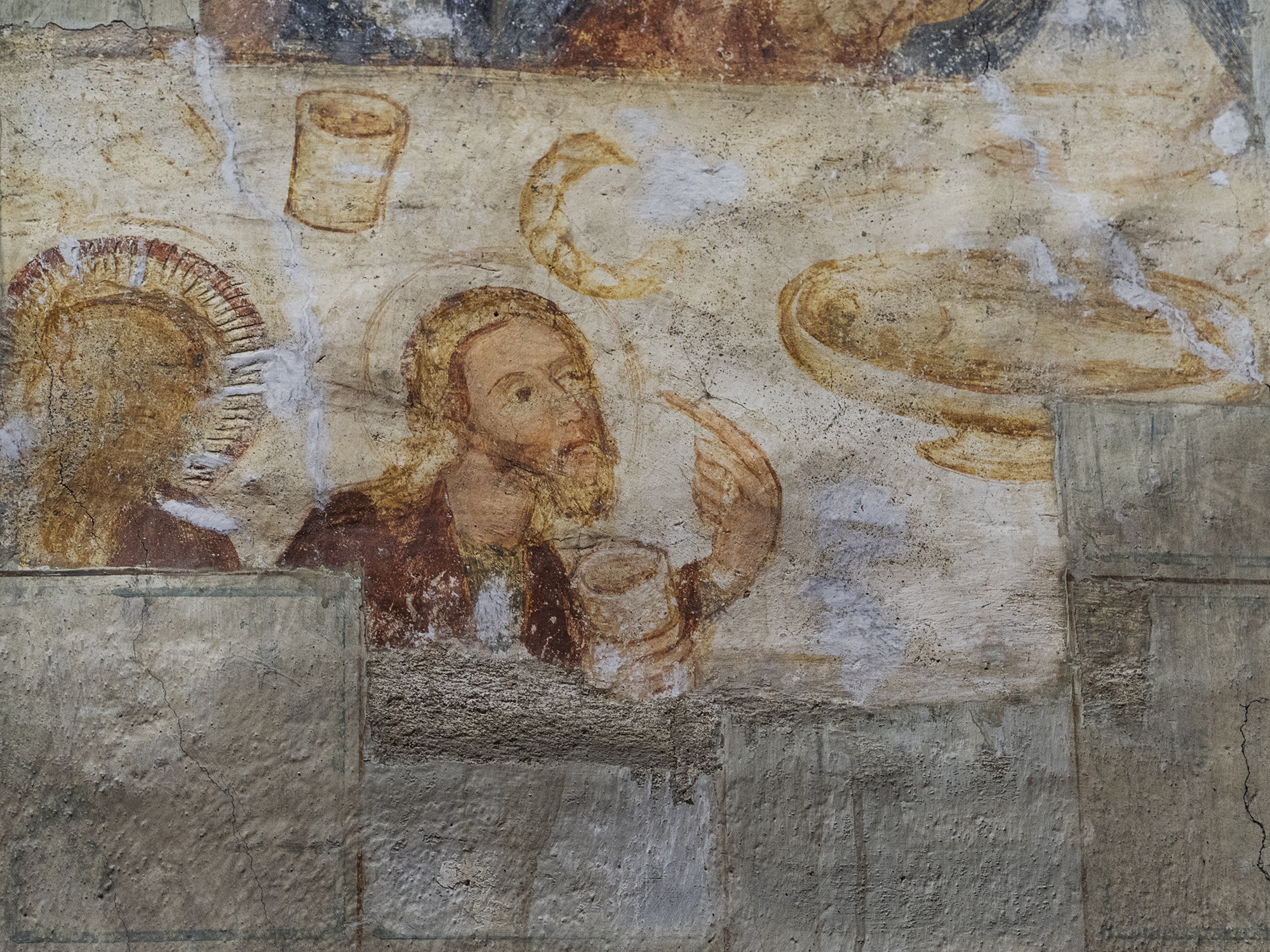
A hárskúti Keresztelő Szent János-templom freskójának részlete

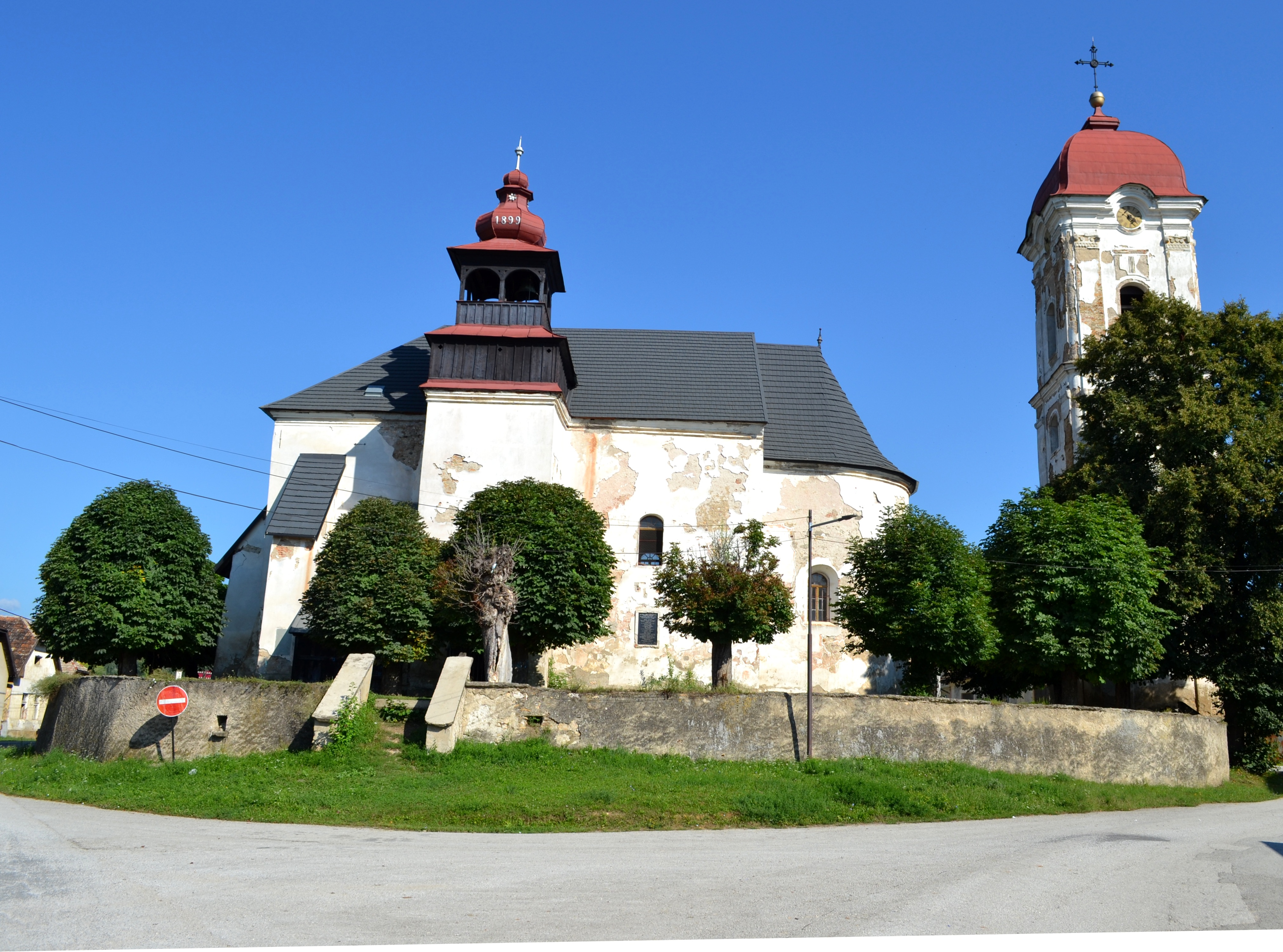
Kövi evangélikus temploma

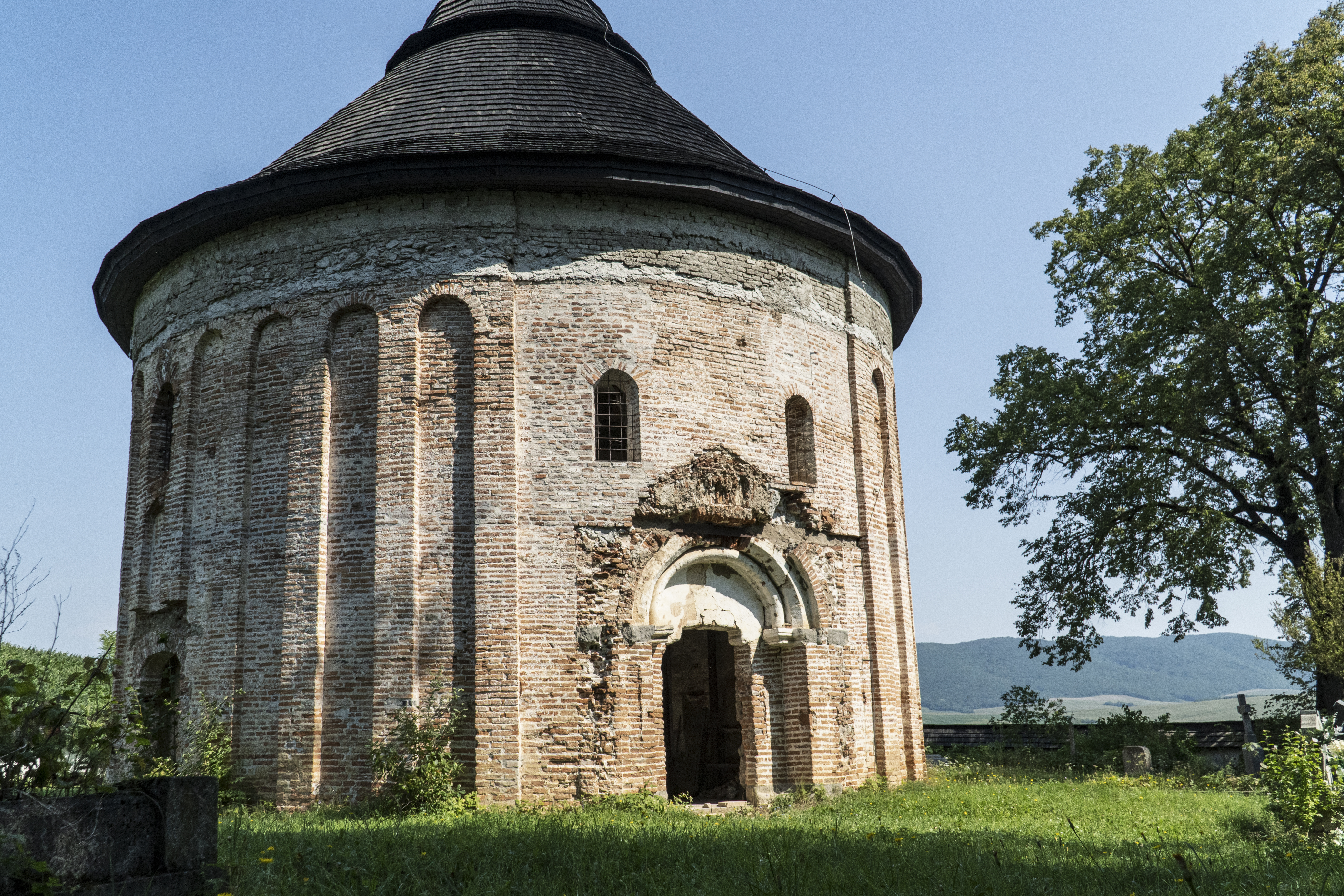
A süvetei körtemplom

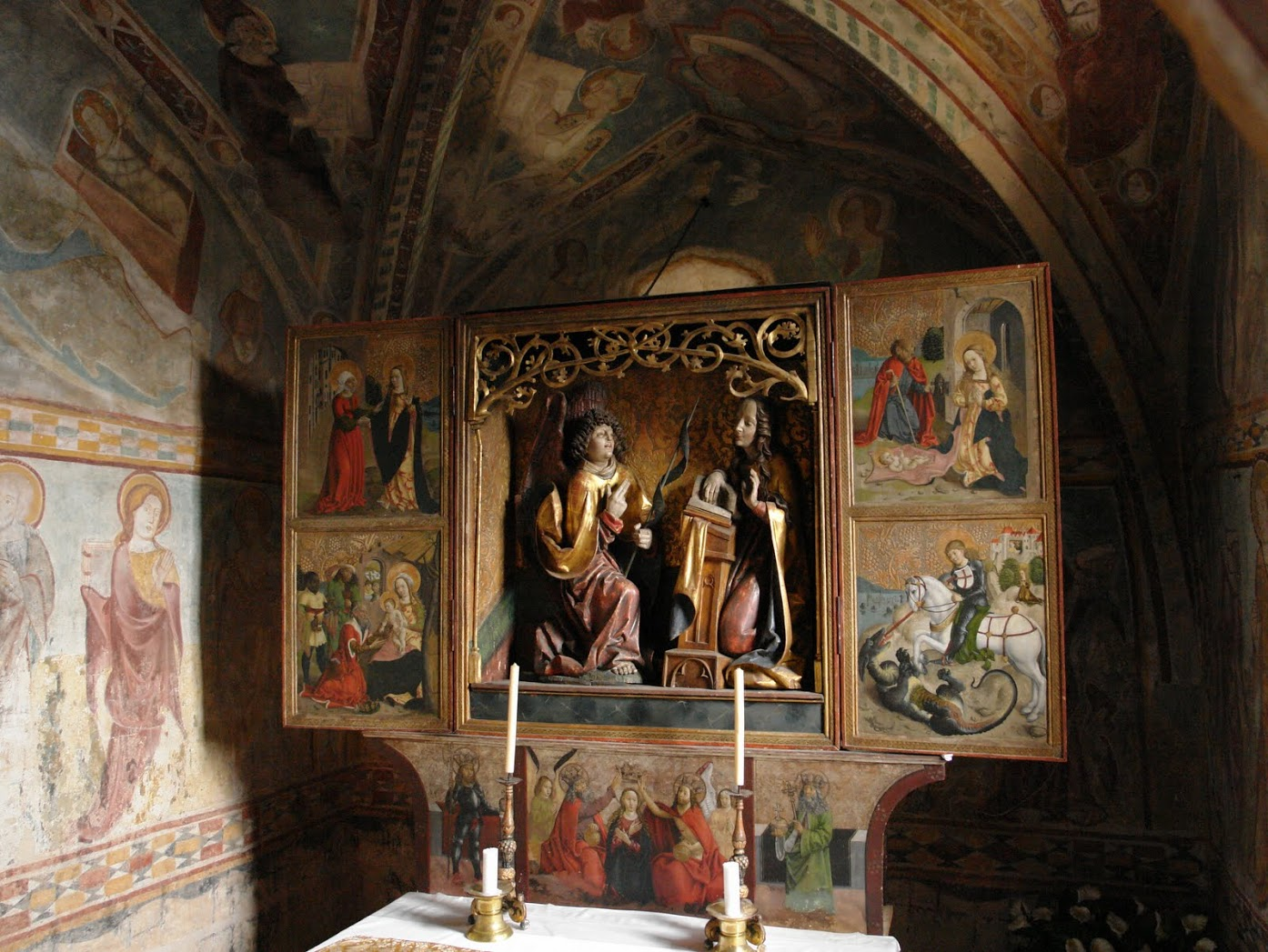
A hizsnyói Angyali üdvözlet-templom szárnyas oltára

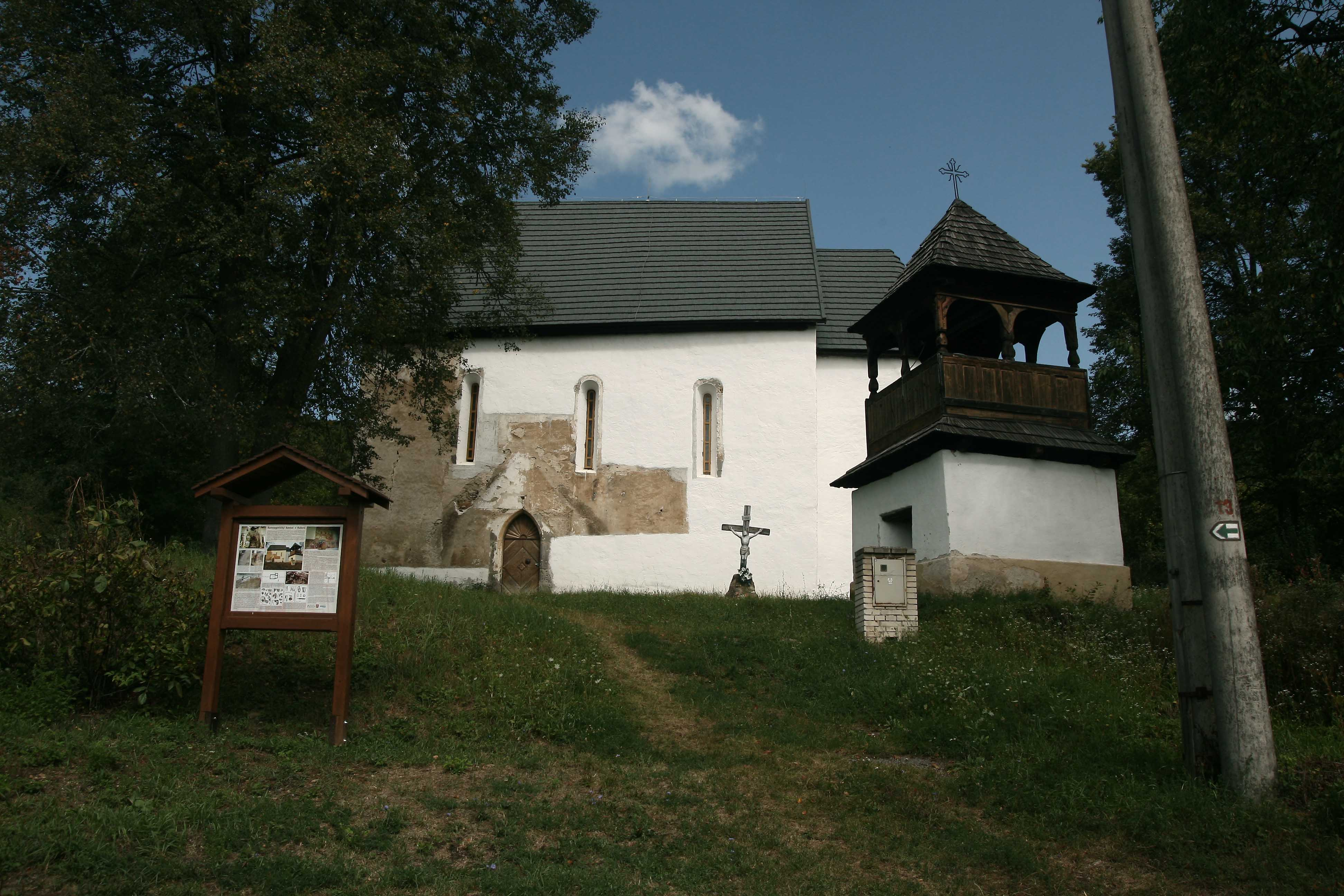
A gömörrákosi Szentháromság-templom

Az útvonal szakrális műemlékekre koncentrál, melyeket a gömör-kishonti régióban négy körútra szerveztek. A Gótikus út elektronikus térképen azonban egyéb látnivalókat is feltüntetnek.

### Rozsnyói körút(Rožňavský okruh)
- Hárskút (Lipovník), Keresztelő Szent János-templom
- Szalóc (Slavec), református templom
- Szilice (Silica), református templom
- Berzéte (Brzotín), református templom
- Rozsnyó (Rožňava), Szűz Mária mennybevétele székesegyház(wd)
- Dobsina (Dobšiná), evangélikus templom(wd)
- Henckó (Henckovce), Mindenszentek-templom[5]
- Sajóréde (Rejdová), evangélikus templom
- Rekenyeújfalu (Rakovnica), Mária Magdolna-templom
- Krasznahorkaváralja (Krásnohorské Podhradie), Mindenszentek-templom[6]

### Csetneki körút(Štítnický okruh)
- Pelsőc (Plešivec), református templom
- Gecelfalva (Koceľovce), evangélikus templom(wd)
- Csetnek (Štítnik), evangélikus templom(wd)
- Martonháza (Ochtiná), evangélikus templom(wd)
- Berdárka (Brdárka), evangélikus templom
- Restér (Roštár), evangélikus templom[7]

### Jolsvai körút(Jelšavský okruh)
- Ratkó (Ratková), evangélikus templom
- Újvásár (Rybník), evangélikus templom
- Kövi (Kameňany), evangélikus templom
- Süvete (Šivetice), Antióchiai Szent Margit-rotunda
- Gömörrákos (Rákoš), Szentháromság-templom
- Hizsnyó (Chyžné), Angyali üdvözlet-templom[8]
- Nagyrőce (Revúca), Szent Lőrinc-templom[6]

### Rima-vidéki körút(Rimavský okruh)
- Orlajtörék (Malé Teriakovce), evangélikus templom
- Zsip (Žíp), református templom
- Karaszkó (Kraskovo), evangélikus templom
- Rimabánya (Rimavská Baňa), evangélikus templom
- Kiéte (Kyjatice), evangélikus templom
- Rimabrézó (Rimavské Brezovo), evangélikus templom[9]
- Jánosi (Rimavské Janovce), Keresztelő Szent János-templom

### Egyéb látnivalók
- Ipari, technikatörténeti műemlékek
- Várak
- Kastélyok, kúriák
- Érdekességek
- Természeti látnivalók
- Múzeumok

A térképen magyarországi műemlékek és látnivalók is megjelennek: az ózd-szentsimoni Szent Simon és Júdás apostolok-templom, a putnoki Gömöri Múzeum, a ragályi és a zubogyi református templom, Szalonna temploma, a martonyi pálos kolostor romjai, a Szádvár romjai, valamint az aggteleki Baradla-barlang.